# Spaans
Spaans (español) of Castiliaans (Spaans: castellano) is een Romaanse taal en, qua moedertaalsprekers, na het Mandarijn de meest gesproken taal ter wereld. Voor ongeveer 450 miljoen mensen is Spaans de moedertaal, terwijl nog eens 75 miljoen Spaans als tweede taal spreken.
De historische oorsprong van de taal ligt in Spanje, maar de meeste moedertaalsprekers zijn in Latijns-Amerika te vinden. In Spanje zelf worden naast de regionale varianten van het Spaans ook nog andere Romaanse talen gesproken: Galicisch, Catalaans, Astur-Leonees, Aragonees en Aranees. Het Baskisch, dat wordt gesproken in een klein deel van noordelijk Spanje, is geen Romaanse en zelfs geen Indo-Europese taal.

## Naam

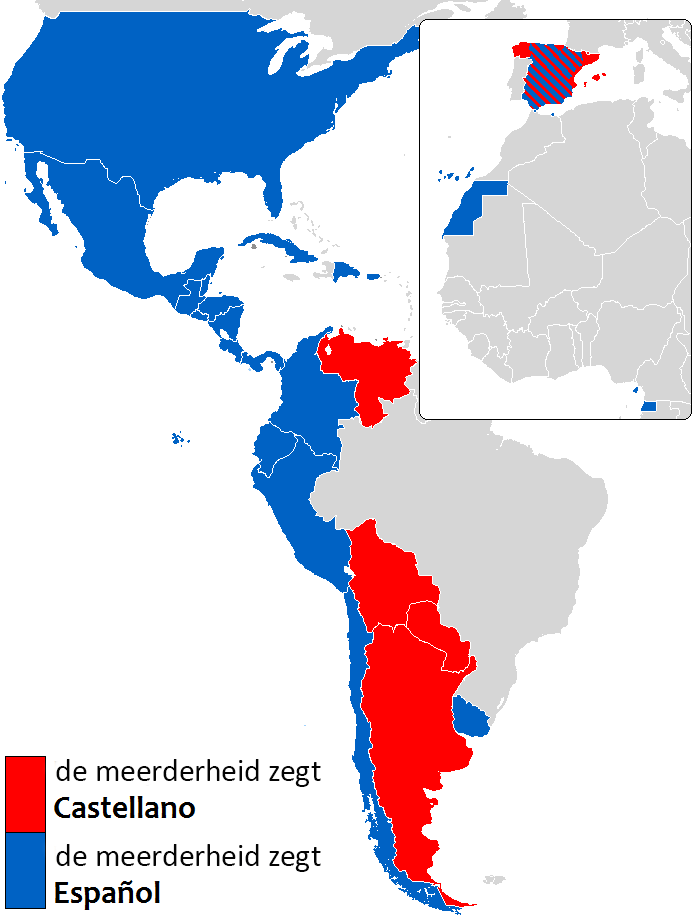

Er bestaan in het Spaans zelf twee namen voor de taal die elkaars synoniemen zijn: español, Spaans, en castellano, Castiliaans. De tweede naam gaat terug op het feit dat het Spaans gedurende de middeleeuwen de taal was van het koninkrijk Castilië. Español heeft volgens officiële instanties ook de voorkeur..
In Zuid-Amerika heeft castellano de voorkeur, terwijl in Midden-Amerika, Mexico en de VS español vaker voorkomt. De grondwetten van Spanje, Bolivia, Ecuador, El Salvador, Colombia, Paraguay, Peru en Venezuela gebruiken de term castellano; Guatemala, Honduras, Cuba, Mexico, Nicaragua en Panama español. Beide namen komen veel voor in Spanje. De Real Academia Española beveelt het gebruik van español aan, behalve in situaties waarin het belangrijk is om het te onderscheiden van de andere onafhankelijke talen in Spanje (Catalaans, Baskisch, Galicisch, enz.).
De term castellano wordt ook gebruikt om te verwijzen naar het Romaanse dialect dat in de Middeleeuwen in Castilië werd gesproken (waaruit het moderne Spaans is voortgekomen) en naar het dialect dat tegenwoordig in deze regio wordt gesproken. In Spanje is de beslissing om de ene of de andere term te gebruiken soms politiek gemotiveerd.
Volgens de Real Academia Española heeft castellano de voorkeur als het gaat over de taal van het middeleeuwse koninkrijk Castilië of over het dialect van het huidige Castilië. Het woord wordt verder gebruikt ter benaming van de nationale taal van Spanje in verhouding tot de talen die in hun respectieve regio's naast het Spaans een officiële status hebben. In de praktijk gaat het hierbij om Catalonië, Valencia en de Balearen, waar het Catalaans wordt gesproken of varianten, het Baskenland waar Baskisch wordt gesproken, en Galicië waar Galicisch wordt gesproken. De Spaanse grondwet van 1978 duidt de taal aan met castellano en niet met español.
De taal wordt in het Nederlands zeer algemeen met Spaans aangeduid.

## Geschiedenis
Het Spaans stamt af van het vulgair Latijn, de taal van de Romeinen, die het Iberische schiereiland gedurende 700 jaar bestuurden. Onder invloed van het Keltiberisch, Baskisch, Visigotisch en later ook het Arabisch heeft de taal zich uit het Latijn ontwikkeld. Opvallende verschillen zijn het wegvallen van de Latijnse naamvallen, het verzachten van medeklinkers (vita werd vida) en het diftongeren van korte beklemtoonde klinkers (terra werd tierra, ponte werd puente).
Er zijn ongeveer 4000 woorden afkomstig uit het Arabisch. Een voorbeeld is ojalá voor 'hopelijk', dat afkomstig is van “law šá lláh” (لو شاء الله), een variant op inshallah.
Politieke verbrokkeling op het Iberisch Schiereiland na de val van het Romeinse rijk, en de absorptie van het Latijn door verschillende substraattalen, leidden tot het ontstaan van verschillende verwante talen. De Arabische verovering van het Iberisch Schiereiland begon met de overwinning bij Jerez de la Frontera in 711; zeven jaar later was ze voltooid, op een noordelijke strook na die altijd christelijk bleef. In het zuiden ontwikkelde zich onder Arabische invloed het aan de Spaanse talen verwante Mozarabisch.
Er volgde een periode van 8 eeuwen geleidelijke reconquista, waarbij de christelijke heersers uit het noorden hun macht zuidwaarts uitbreidden in drie evenwijdige stroken tot ten slotte in 1492 ook de laatste Moorse bezittingen in Andalusië verloren gingen. De driedeling met grenzen die ruwweg van noord naar zuid lopen, is nog steeds terug te vinden in het taalgebruik in de 21ste eeuw. De westelijke strook omvat de met elkaar verwante moderne talen Galicisch en Portugees; de oostelijke strook groeide uit de Spaanse Mark van het Frankische Rijk en spreekt Catalaans, een taal verwant met het Occitaans; en de middelste brede strook omvat de Spaanse talen en dialecten die het nauwst bij het Castiliaans aanleunen, te beginnen bij het oorspronkelijke Asturisch en Leonees.
De eerste teksten in het Spaans dateren uit de 9e eeuw.
Twee onschatbare bronnen voor de geschiedenis van het Spaans zijn de Glosas Emilianenses en Glosas Silenses uit de tweede helft van de 10de eeuw, genoemd naar de kloosters waar de manuscripten zijn geproduceerd: in respectievelijk San Millán de la Cogolla en Santo Domingo de Silos. Het zijn oorspronkelijk gebundelde Latijnse religieuze teksten, waaraan in de marge een groot aantal Navarrese vertalingen zijn toegevoegd. Ze bieden niet alleen een momentopname van de klankverschuivingen tussen het Latijn en het recentere Spaans, maar geven ook aan welke Latijnse woorden en uitdrukkingen al zo ver geëvolueerd waren, dat een Navarrese moedertaalspreker ze niet zonder hulp kon begrijpen. De glosas bestaan uit afzonderlijke woorden of korte woordgroepen, met uitzondering van één passage in een preek van Sint-Augustinus in de Emilianenses, die beschouwt wordt als het oudste Spaanse proza:
Cono ajutorio de nuestro dueno, dueno Christo, dueno Salbatore, qual dueno get ena honore, e qual duenno tienet ela mandatjone cono Patre, cono Spiritu Sancto, enos sieculos de los sieculos. Faca nos Deus omnipotes tal serbitjo fere ke denante ela sua face gaudioso segamus. Amem.
"Met de hulp van onze Heer, de Heer Christus, de Heer Verlosser, welke Heer geëerd is en welke Heer de macht bezit met de Vader en de Heilige Geest, in de eeuwen der eeuwen. Moge de almachtige God ons zulkdanige diensten doen verlenen dat wij voor Zijn aangezicht vreugdevol mogen zijn. Amen."
Een van de oudste lange Spaanse teksten, en een basisgedicht van de Spaanse literatuur, is het anonieme epos Cantar de mio Cid. Het verhaalt de daden van de krijger Rodrigo (Ruy) Díaz de Bivar, bijgenaamd de Cid. De Cid was een historische figuur die stierf in 1099 en die al gauw het voorwerp werd van legenden, populair tot in de 21ste eeuw. Het gedicht, opgesteld in het Castiliaanse dialect, is nagenoeg compleet overgeleverd en dateert uit de tweede helft van de 12de of de eerste helft van de 13de eeuw.
Het eerste woordenboek werd geschreven in 1492, het jaar waarin Christoffel Columbus Amerika ontdekte, wat het begin van de verspreiding van het Spaans als wereldtaal betekende. (De landen die tegenwoordig Spaanstalig zijn, worden gemeenschappelijk de Hispanidad genoemd.) Sedertdien hebben de uitspraak en de woordenschat zich in de oude en de nieuwe wereld verschillend ontwikkeld. In hetzelfde jaar werden ook nog eens de Joden uit Spanje verdreven, zodat het Joodse Spaans, beter bekend als Ladino, zich tot een derde variant ontwikkelde.
In de zeventiende eeuw onderging de taal in Spanje een aantal klankverschuivingen die grotendeels aan het Latijns-Amerikaanse Spaans en het Ladino voorbij zijn gegaan. Als gevolg van deze ontwikkeling staat het huidige Spaans van Hispano-Amerika dichter bij het Spaans in Europa van 1492 dan bij dat van nu.
Koning Filips V, de eerste Bourbon op de Spaanse troon, stichtte in 1713 naar Frans voorbeeld de Real Academia Española (Koninklijke Spaanse Academie), die binnen Spanje de eenheid van taal bevorderde. In de daaropvolgende 200 jaar ontstonden gelijkaardige instellingen in de meeste spaanstalige landen van Zuid-Amerika.
Vanaf 1714 verbood de koning het gebruik van andere talen. Opeenvolgende despoten hebben deze andere talen in verschillende periodes min of meer actief vervolgd, waardoor ze gaandeweg aan sprekers verloren. De laatste in die rij was de dictator Francisco Franco (zelf overigens een Galiciër), die hele anderstalige bibliotheken liet verbranden en de Guardia Civil boetes liet uitschrijven voor iedereen die een andere taal dan Spaans sprak. Sinds het herstel van de democratie in 1975 hebben de andere talen in Spanje opnieuw een officieel grondwettelijk statuut gekregen en is deze talen duidelijk nieuw leven ingeblazen.
De huidige standaardtaal is grotendeels gebaseerd op het dialect uit de omgeving van Toledo.

## Verwantschap
Het Spaans behoort binnen de Romaanse taalfamilie tot de Ibero-Romaanse tak, waartoe bijvoorbeeld ook het Portugees, Asturisch, Galicisch en Ladino behoren. Deze talen worden van oudsher op het Iberisch Schiereiland gesproken en zijn onderling zo verwant dat een spreker van een van deze talen de andere talen vrij goed kan verstaan. Het Portugees en het Spaans lijken wat betreft grammatica en woordenschat sterk op elkaar. Er wordt geschat dat deze twee talen voor 89% dezelfde woordenschat hebben.

## Varianten

Taalkundige kaart Zuidwest-Europa

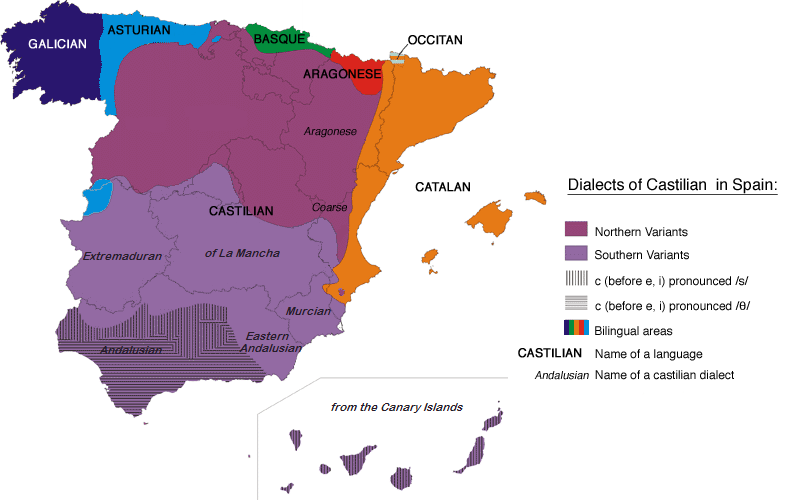
In paars, de belangrijkste variaties en dialecten van het Castiliaans / Spaans in Spanje. In andere kleuren, de omvang van de andere talen van Spanje in de tweetalige gebieden.

Het Spaans kent zowel in Spanje zelf als in Latijns-Amerika verschillende varianten die soms aanzienlijk van elkaar verschillen.
In Spanje zelf valt de noord-zuidverdeling op. Het Spaans uit Noord-Spanje wordt over het algemeen als het zuiverste beschouwd. Noord-Spanje is het enige gebied waar het verschil in uitspraak tussen de y en de ll gehandhaafd wordt, hoewel het ook daar aan het verdwijnen is. De accentverschillen tussen de verschillende regio's zijn opvallend en maken het makkelijk iemands herkomst te herkennen. Het Andalusische accent kenmerkt zich doordat de z (en de c, indien gevolgd door e of i) en de s beide als s uitgesproken (seseo) uitgesproken worden. Een ander typisch kenmerk voor het zuidelijke accent is het aspireren van de z of de s aan het eind van een lettergreep (España wordt vaak uitgesproken als Ehpaña) en het niet uitspreken van de slot-s van woorden.
Het Spaans van Latijns-Amerika verschilt qua woordenschat, uitspraak en grammatica van dat van Spanje. Het Latijns-Amerikaanse Spaans is veelal yeísta, dat wil zeggen dat er geen verschil in uitspraak is tussen y en ll. In het grootste deel van Latijns-Amerika worden beide als y (Nederlands: j) uitgesproken, terwijl ze in het Rioplatensisch-Spaans van Argentinië en Uruguay als sj worden uitgesproken. Llamar (roepen) wordt in Argentinië en Uruguay als sjamar en in de rest van Latijns-Amerika als jamar. Evenmin als in Andalusië bestaat er in Latijns-Amerika verschil tussen de s en de z. Hierdoor menen sommige linguïsten dat het Spaans van Latijns-Amerika sterk is beïnvloed is door het Spaans van Andalusië. Het is echter waarschijnlijker dat deze verandering zich autonoom heeft voorgedaan: nadat Latijns-Amerika was veroverd door de Spanjaarden hebben generaties Indianen het Spaans als vreemde taal aangeleerd, waarbij het verschil tussen ll en y en tussen s en c, vervallen is. In het Spaanstalig Caribisch gebied en de Canarische Eilanden is de wederzijdse beïnvloeding door massale emigratie en remigratie in de 20e eeuw door Canariërs duidelijk merkbaar. Het zuidelijke accent en de zuidelijke woordenschat hebben een enorme impact gehad op het Caraïbisch-Spaans dat daardoor sterke gelijkenis vertoont met het Canarisch-Spaans. Verder wordt in Andalusië, op de Canarische Eilanden en in Latijns-Amerika het woord vosotros (jullie) met bijbehorende vormen nooit gebruikt. Hiervoor gebruikt men ustedes, dat daarnaast ook als meervoudsvorm van 'u' dienstdoet. In Spanje heeft ustedes uitsluitend deze formele betekenis.
Ook binnen Latijns-Amerika bestaan er veel varianten doordat de verschillende substraattalen de woordenschat beïnvloed hebben. Het Mexicaans-Spaans heeft bijvoorbeeld veel woorden uit het Nahuatl opgenomen, en het Andes-Spaans uit het Quechua. Ook verschillende groepen immigranten hebben hun bijdrage geleverd; de opvallende uitspraak van de ll en y in Argentinië en Uruguay wordt wel toegeschreven aan de grote hoeveelheid ingeweken Italianen. In het Rioplatensisch-Spaans en in het Centraal-Amerikaans Spaans, dat in de republieken van Centraal-Amerika en het zuiden van Mexico wordt gesproken, gebruikt men voor de tweede persoon enkelvoud vos in plaats van tú (dit verschijnsel wordt voseo genoemd). In andere delen van de Spaanstalige wereld wordt deze vorm als archaïsch ervaren, vergelijkbaar met het gebruik van 'gij' in het Nederlands. Verder wordt er in de gehele grensstreek met Brazilië het Portuñol gesproken, een combinatie van Spaans en Portugees met veel varianten.
Gabriel García Márquez heeft eens verklaard dat het Colombiaans-Spaans de helderste uitspraak heeft, hoewel anderen weer beweren dat het Mexicaans-Spaans helderder is. Het Caraïbisch-Spaans geldt als de slechtst verstaanbare variant, omdat de sprekers hiervan veel medeklinkers inslikken. Over het algemeen is het Latijns-Amerikaanse Spaans conservatiever dan dat van Spanje; dat geldt met name voor de vormen die in de binnenlanden worden gesproken.
De taal heeft in Equatoriaal-Guinea en andere voormalige Spaanse koloniën in Afrika vergelijkbare veranderingen ondergaan als in Latijns-Amerika, maar bezit onder invloed van het Frans en de Afrikaanse talen ook weer heel eigen kenmerken.

## Uitspraak en spelling

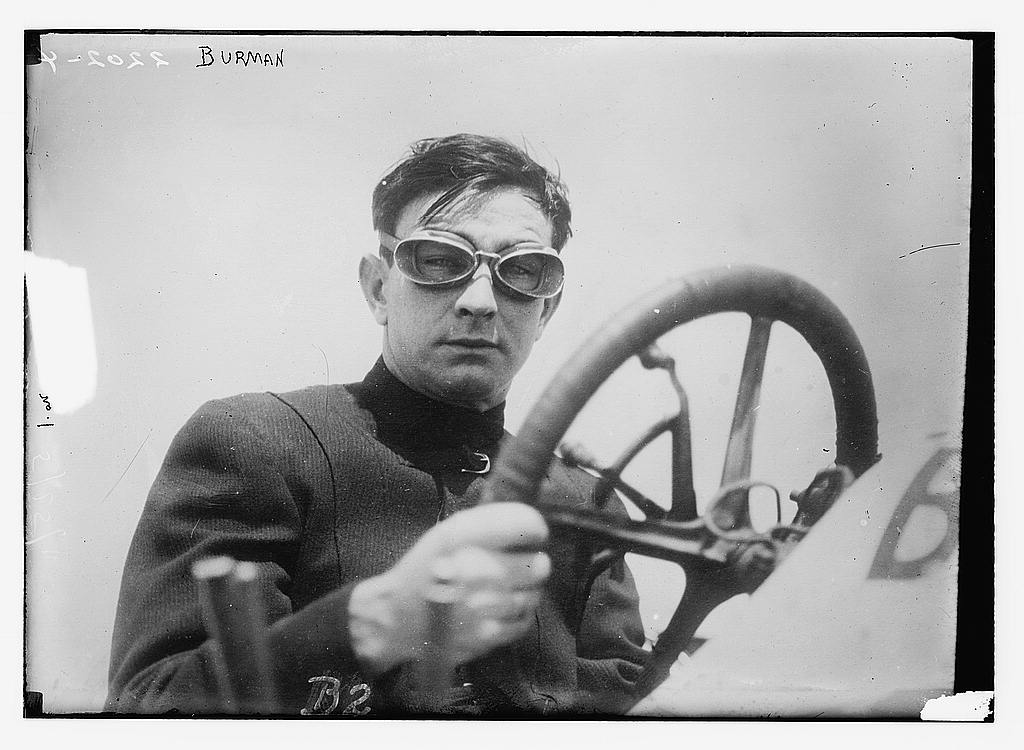
Ook vreemde woorden worden veelal fonetisch geschreven, chauffeur wordt chófer

De uitspraak en spelling zijn, in vergelijking met die van veel andere talen, vrij eenvoudig. De spelling is vrijwel fonetisch: er is voor het grootste deel een een-op-eenrelatie tussen het schrift en de uitspraak.
Wie de basisregels van de spelling en uitspraak leert, kan na enige oefening iedere tekst probleemloos uitspreken. Wel zijn er natuurlijk verschillende dialecten en streektalen met een eigen uitspraak.

### Opsomming van letters
| Spaans | Klinkt als | Voorbeeld                                                                |
| ------ | --- | ------------------------------------------------------------------------ |
| a      | tussen a en aa; er bestaat géén onderscheid tussen open en gesloten lettergrepen.                                                                                     | abrir (openen) falda (rok)                                               |
| b, v   | begin van woord: als b; midden van woord: iets zachter | Barcelona abuelo (opa)                                                   |
| c      | voor e of i: als de Engelse th (s in Latijns-Amerika) overige gevallen: k                                                                                             | cerveza (bier) casa (huis)                                               |
| cc     | als x of ks | acción (actie)                                                           |
| ch     | als de Engelse ch als in "checkpoint" (tsj) | hecho (gemaakt, gedaan)                                                  |
| d      | tussen klinkers als th in 'this' (Engels) meestal stom aan het eind van een woord                                                                                     | ciudad (stad)                                                            |
| e      | tussen e en ee, zonder onderscheid tussen open en gesloten lettergrepen                                                                                               | pero (maar) perito (deskundige, technicus) perro (hond) perrito (hondje) |
| f      | f | feliz (gelukkig) alfabeto (alfabet)                                      |
| g      | als de Engelse, Duitse of Franse g: "girl", "gut", "garçon" voor i of e als Nederlandse g onder meer tussen klinkers schuurklank uitgesproken met achterkant van tong | ganar (winnen; verdienen (geld)) gente (mensen), Gijón amigo (vriend)    |
| gu     | in de combinaties gue en gui als de Engelse of Franse g: "girl", "garçon", de u wordt in deze combinaties dus niet uitgesproken                                       | guerra (oorlog)                                                          |
| gü     | gw (g als in garçon, w als in het Engels "watch"). Komt alleen voor in de combinaties güe en güi, om een uitzondering te maken op de regel hierboven.                 | desagüe (afwatering)                                                     |
| h      | wordt niet uitgesproken | hotel, prohibido (verboden)                                              |
| hu     | w (als in Washington) | huevo (ei)                                                               |
| i ie   | ie ie-e (1 lettergreep) | ilimitado (onbegrensd) fiebre (koorts)                                   |
| j      | als Nederlandse g | trabajo (werk), reloj (klok)                                             |
| k      | komt bijna niet voor, behalve in "kilo": k | kilogramo (kilogram) kilómetro (kilometer)                               |
| ll     | in Noord-Spanje: palatale l, in Zuid-Spanje en het grootste deel van Latijns-Amerika: j, in Argentinië en Uruguay: zj of sj                                           | calle (straat)                                                           |
| m      | m | margarita (madeliefje) calamar (inktvis)                                 |
| n      | n | novia (bruid) sandía (watermeloen)                                       |
| ñ      | nj | mañana (morgen)                                                          |
| o      | tussen òh, ô, en oo: tussen o in hok, hond en groot | barco (boot) mayor (ouder; grootste)                                     |
| p      | p | para (naar) aprender (leren)                                             |
| qu     | k. Na de q wordt altijd een u geschreven, die nooit wordt uitgesproken. Daarna komt altijd een e of i.                                                                | Quito por qué (waarom) porque (omdat)                                    |
| r      | kort uitgesproken met de tongpunt tegen de tanden, aan het begin van een woord langer                                                                                 | caro (duur)                                                              |
| rr     | langer uitgesproken r, regionaal in Zuid-Amerika ook zj | perro (hond)                                                             |
| s      | erg scherpe s | serio (ernstig) fresa (aardbei)                                          |
| t      | t, tong drukt tegen achterkant van tanden | tarde (middag) parte (deel)                                              |
| u      | oe niet uitgesproken in de combinaties gue, gui en qu | uno (één) agua (water)                                                   |
| ü      | oe, komt alleen voor in güe en güi, omdat een u zonder trema in die posities niet uitgesproken wordt                                                                  | vergüenza (schaamte)                                                     |
| v      | zie b |                                                                          |
| x      | gs, in Mexico vaak g of s, in Cuba vaak als ks | México (buiten Mexico ook geschreven als Méjico), conexión (verbinding)  |
| y      | vaak als i, maar tussen twee klinkers als j. In Cuba vaak als dj | estoy leyendo (ik ben aan het lezen)                                     |
| z      | als de Engelse th in 'think' (s in Latijns-Amerika) | zapatero (schoenmaker) marzo (maart)                                     |

### De letters e en i
Uit het bovenstaande blijkt dat sommige letters verschillend worden uitgesproken voor een e of i. De volgende tabel toont een samenvatting.

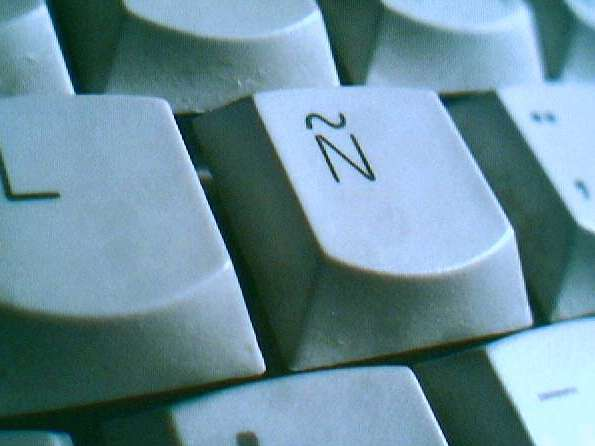
De ñ (eñe) is een typisch Spaanse letter

| Spelling | uitspraak voor e of i       | uitspraak in andere posities |
| -------- | --------------------------- | ---------------------------- |
| j        | g                           | g                            |
| g        | g                           | als g in goal                |
| gu       | als g in goal               | als g in goal + oe           |
| gü       | als g in goal + oe          | komt niet voor               |
|          |                             |                              |
| z        | komt niet voor              | als Engelse stemloze th      |
| c        | als Engelse stemloze th     | k                            |
| qu       | k                           | komt niet voor               |
|          |                             |                              |
| cc       | kth als Engelse stemloze th | komt niet voor               |

### Alfabet
Het Spaanse alfabet heeft 27 letters, namelijk de gebruikelijke 26 Latijnse letters plus Ñ. De letters K en W komen in inheemse woorden niet voor.
De Ñ geldt als aparte letter en komt in alfabetische volgorde na de N. Andere letters met diakrieten zijn Á É Í Ó Ú en Ü, deze gelden niet als aparte letters en hebben geen eigen plaats in de alfabetische volgorde.
De lettercombinaties CH en LL, werden voorheen als aparte letters beschouwd, die in de alfabetische sortering na C respectievelijk de L kwamen (dus de woorden met ll- kwam na de woorden met lu-). Beide zijn door de Real Academia Española officieel uit het alfabet geschrapt, woorden met deze lettercombinaties worden in moderne woordenboeken dus letter voor letter gesorteerd.

### Letters met dezelfde uitspraak
Er zijn enkele paren van letters die op dezelfde manier worden uitgesproken, maar meestal is er wel een aanwijzing welke letter men moet gebruiken.
- Er is geen verschil in uitspraak tussen de y (i griega) en de i (i latina). De y komt voor in de volgende posities:
  - In het enkele woord y.
  - Aan het begin van een woord, gevolgd door een klinker.
  - Aan het einde van een woord, voorafgegaan door een klinker.
  - Tussen twee klinkers.
- Er is geen verschil in uitspraak tussen c (voor e of i) en z. Een z wordt vrijwel nooit gevolgd door e of i (uitzonderingen zijn bijvoorbeeld zeta (de naam van de letter z) en nazismo). De klank wordt vóór e of i als c geschreven.
- Er is geen verschil in uitspraak tussen c (voor a, o of u) en qu. Qu wordt altijd gevolgd door e of i, in een andere positie wordt de klank als c geschreven.

Er zijn eigenlijk maar drie gevallen waarin een woord met een bepaalde uitspraak op twee manieren kan worden geschreven:
- De b en de v klinken gelijk. Staan ze niet aan het begin van een woord, dan is de v iets zachter, bijna een w, maar dat verschil is bijna niet te horen.
- Er is geen verschil tussen g (voor e of i) en j (in elke positie).
- De h wordt niet uitgesproken en vaak om historische redenen geschreven in woorden als helado (ijsje) en hierro (ijzer). Een woord begint nooit met ue-, maar kan wel met hue- beginnen.

### Klemtoon
De ligging van de klemtoon is bij woorden met meer dan één lettergreep afhankelijk van de eindletter van een woord.
- Eindigt een woord op een -a, -e, -i, -o, -u, -n of -s, dan ligt de klemtoon op de voorlaatste lettergreep.
- Eindigt een woord op een medeklinker of -y, maar niet op -n of -s, dan ligt de klemtoon op de laatste lettergreep.
- In het zeldzame geval dat een woord eindigt op een -s, direct voorafgegaan door een medeklinker, dan ligt de klemtoon op de laatste lettergreep. Bijvoorbeeld robots.[11]

In alle gevallen waar de klemtoon afwijkt van bovenstaande regel, staat er een accentteken op de beklemtoonde klinker (bijvoorbeeld fármaco (geneesmiddel), Córdoba).
De klinkers i, u en y heten gesloten klinkers. De klinkers a, e en o heten open klinkers.
Een combinatie van twee open klinkers, zoals ao in Bilbao, vormt twee lettergrepen, geen tweeklank.
Een andere combinatie van twee klinkers is een tweeklank. Voor de bepaling van de klemtoon geldt de tweeklank als (deel van) een enkele lettergreep, hoewel het mogelijk dat de twee klinkers als twee lettergrepen worden uitgesproken
Valt de klemtoon op de tweeklank iu of ui, dan heeft de laatste van die twee klinkers de klemtoon. De genoemde tweeklanken klinken dus ongeveer als joe en het Franse oui.
Valt de klemtoon op een andere tweeklank, dan komt de klemtoon niet op i, u of y.
Soms is een accentteken nodig om een tweeklank te scheiden. Schrijft men dia, dan is dat een woord van één lettergreep, ongeveer met de uitspraak dja. De combinatie ia vormt immers een tweeklank. Door een accentteken op de i te zetten, dus día, geeft men aan dat de klemtoon op de i ligt: uitspraak dieja. De tweeklank is nu geen tweeklank meer, het woord heeft twee lettergrepen en de klemtoon ligt op de voorlaatste lettergreep. Het accentteken blijft echter nodig.
Een accentteken wordt soms ook gebruikt om homoniemen van elkaar te onderscheiden:
- como (ik eet, wat, hoe) en ¿cómo? (hoe?) - zie ook de tabel hieronder
- tu (jouw) en tú (jij)
- mas (maar) en más (meer)
- se (zich, men) en sé (ik weet)

Over het algemeen schrijft men bij deze paren het accentteken op het woord dat meer nadruk heeft.
Alle vraagwoorden hebben een accent. Bijvoorbeeld:
| Wat denk jij ervan?            | ¿Qué tú crees?             | qué = wat? (vragend voornaamwoord)    |
| Denk je dat je grappig bent?   | ¿Crees que eres divertido? | que = dat (voegwoord)                 |
| Waar zijn we?                  | ¿Dónde estamos?            | dónde = waar? (vragend voornaamwoord) |
| De stad waar we zijn           | La ciudad donde estamos    | donde = waar (voegwoord)              |
| Hoe doen we dat?               | ¿Cómo lo hacemos?          | cómo = hoe? (vragend voornaamwoord)   |
| Ik weet hoe we het moeten doen | Sé como hacerlo            | como = hoe (voegwoord)                |

Een gevolg van de accentregels is dat bij meervoudsvorming soms een accent verschijnt of verdwijnt, hoewel de klemtoon niet verandert.
Bijvoorbeeld: imagen - imágenes, acción - acciones

### Dubbele medeklinkers
In het algemeen zijn er geen dubbele medeklinkers, bijvoorbeeld oficina, interesante. Uitzonderingen zijn:
- ll en rr, die anders klinken dan l en r
- cc in woorden als accidente en acción
- nn, alleen in samengestelde woorden opgebouwd uit een voorvoegsel dat eindigt op -n en een woord dat begint met n- zoals in connotación.

De dubbele r klinkt wat langer dan een enkele r. Aan het begin van een woord wordt r geschreven en rr uitgesproken. Het gevolg is soms dat een r verdubbeld wordt als een woord een voorvoegsel krijgt. Bijvoorbeeld: pre + romano = prerromano (voor-romeins) en portorriqueño (Puerto Ricaans, uit Puerto Rico).

## Geografische spreiding

Landen en gebieden waar Spaans een officiële taal is. Geel: minderheidstaal, rood: de enige officiële taal, blauw: een van de officiële talen.

Spaans is een officiële taal in de volgende landen (Nota bene: Niet alle per land aangegeven inwoners hebben het Spaans als moedertaal):
1. Mexico: 128,6 miljoen (2020)
2. Colombia: 49 miljoen (2020)
3. Spanje: 47,3 miljoen (2020)
4. Argentinië: 45,4 miljoen (2020)
5. Peru: 31,9 miljoen (2020)
6. Venezuela: 28,6 miljoen (2020)
7. Chili: 18,1 miljoen (2020)
8. Guatemala: 17,1 miljoen (2020)
9. Ecuador: 16,9 miljoen (2020)
10. Bolivia: 11,6 miljoen (2020)
11. Cuba: 11 miljoen (2020)
12. Dominicaanse Republiek: 10,5 miljoen (2020)
13. Honduras: 9,2 miljoen (2020)
14. Paraguay: 7,1 miljoen (2020)
15. El Salvador: 6,4 miljoen (2020)
16. Nicaragua: 6,2 miljoen (2020)
17. Costa Rica: 5 miljoen (2020)
18. Uruguay: 3,3 miljoen (2011)
19. Puerto Rico (afhankelijk gebied van de Verenigde Staten): 3,1 miljoen (2011)
20. Panama: 3,6 miljoen (2011)
21. Equatoriaal-Guinea (enige Afrikaanse land dat Spaanstalig is): 0,8 miljoen (2011)

Van bovengenoemde landen zijn de meeste eentalig, met alleen Spaans als officiële taal. Uitzonderingen hierop zijn Bolivia (met Quechua en Aymara die eveneens officieel zijn), Equatoriaal-Guinea (Frans), Paraguay (Guaraní), Peru (Quechua en Aymara) en Spanje zelf (Catalaans, Galicisch, Baskisch, Aragonees, Asturisch en Aranees). In andere landen bestaan soms omvangrijke gemeenschappen die andere talen dan het Spaans als moeder- of omgangstaal gebruiken (voorbeelden: verscheidene Indianentalen in Mexico en het Guaraní en Quechua in Argentinië).
In de Verenigde Staten heeft het Spaans 44,4 miljoen moedertaalsprekers. Het grootste deel van deze sprekers is immigrant, maar er is ook een deel dat afstamt van de Spaans-Mexicaanse bevolking die in het zuidwesten van de Verenigde Staten leefde toen dit door de Amerikanen werd veroverd. In Puerto Rico is het Spaans als officiële taal erkend en de grondwet van New Mexico vermeldt dat de staat tweetalig is door het gebruik van Engels en Spaans. Verder wordt het Spaans gesproken door aanzienlijke gemeenschappen in Brazilië, Belize, Guyana, de Filipijnen, Marokko, de Westelijke Sahara en de Nederlandse Antillen. In geen van voornoemde landen en gebieden is het Spaans officieel. Ook in het aan Spanje grenzende Andorra en Gibraltar is het Spaans niet erkend. Daar zijn respectievelijk Catalaans en Engels de officiële talen.

## Spaanstalige literatuur
Uit de middeleeuwen zijn naast het hogergenoemde Cantar del mio Cid ook een aantal heldendichten overgeleverd in twee literaire subgenres, het populaire Mester de juglaría en het vaak christelijk geïnspireerde Mester de Clerecía. Koning Alfons X stimuleerde de publicatie van wetboeken, wetenschappelijke werken en geschiedschrijving. De lyrische poëzie wordt vertegenwoordigd door Juan Ruiz, door de klassiek geïnspireerde Íñigo López de Mendoza en door Jorge Manrique.
In de Spaanse renaissance onderscheidden zich de dichters Garcilaso de la Vega en Juan Boscán naast de religieuze literatuur van Johannes van het Kruis en Theresia van Ávila. Rond deze tijd ontstaat ook het oorspronkelijk Spaanse genre van de schelmenroman, met het anonieme La vida de Lazarillo de Tormes.
De naam Siglo de Oro, de Gouden Eeuw van Spanje, slaat op een periode die ruwweg de 16de en 17de eeuw omvat. Ze omvat het werk van de dichters Luis de Góngora en Francisco de Quevedo, het theater van Lope de Vega en de romans Don Quichot en Guzmán de Alfarache. In het epische gedicht La Araucana (1569-1589) beschrijft de soldaat Alonso Ercilla y Zúñiga het conflict tussen de Spanjaarden en de Mapuche van Chili.
In de 18de eeuw volgen drie literaire periodes elkaar op: eerst een verzet tegen de retorische late barokstijl; dan het sterk door Franse en Italiaanse voorbeelden beïnvloede neoclassicisme en ten slotte de voorlopers van de romantiek. Vertegenwoordigers van de 19de-eeuwse romantische poëzie zijn José de Espronceda, Carolina Coronado, Gustavo Adolfo Bécquer en Rosalía de Castro. In Latijns-Amerika ontstaat een Spaans-creoolse literatuur (El Periquillo Sarniento, 1816). In de tweede helft van de 19de eeuw volgde een realistische reactie vertegenwoordigd door Pedro Antonio de Alarcón, Emilia Pardo Bazán, Leopoldo Alas en Vicente Blasco Ibáñez.
Het Modernismo was een oorspronkelijk Latijns-Amerikaanse stroming in de poëzie die romantiek, symbolisme en Parnassianisme verenigde. De bekendste vertegenwoordiger is Rubén Darío. De beweging vond een Europees antwoord in de Generatie van '98, die op zoek ging naar nieuwe idealen na de teloorgang van het Spaanse koloniale rijk. Hun pessimisme werd dan weer verworpen door de Generatie van '27 met Rafael Alberti en Vicente Aleixandre.
De Spaanse Burgeroorlog en de daaropvolgende dictatuur van Francisco Franco hielden de Europees-Spaanse literatuur in een strak keurslijf van politieke censuur. In die periode traden grote Latijns-Amerikaanse schrijvers zoals Jorge Luis Borges, Pablo Neruda en Gabriel García Márquez op het wereldtoneel.
Tot 2021 ging de Nobelprijs voor Literatuur 11 keer naar oorspronkelijk Spaanstalige auteurs, waarvan 6 Latijns-Amerikaanse (en de Spanjaard Juan Ramón Jiménez die de prijs ontving als balling in Amerika).

## Vreemde invloeden
De Real Academia Española (RAE) startte in november 2019 een campagne om het gebruik van Engelse woorden in de Spaanse taal te vermijden.